# 그레고리 차이틴

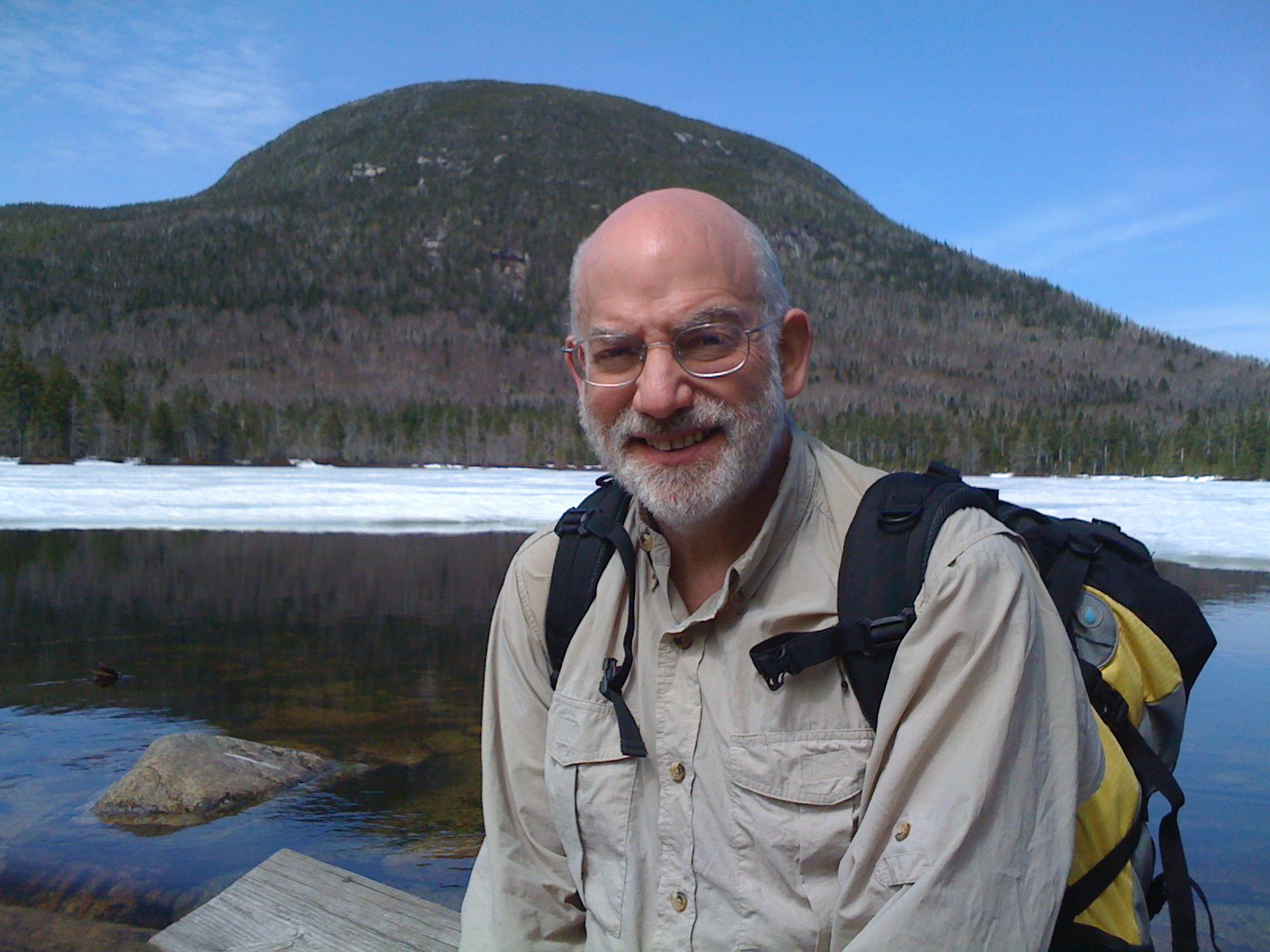

그레고리 차이틴(Gregory Chaitin, 1947년 11월 15일)은 미국의 수학자이자 컴퓨터과학자, 정보과학자이다.
그레고리 차이틴은 레이 솔로모노프(Ray Solomonoff), 안드레이 콜모고로프 및 페르 마르틴뢰프(Per Martin-Löf)와의 작업 후에 알고리즘 정보 이론에 대한 초기 작업을 수행했다.
차이틴은 또한 차이틴 알고리즘으로 알려진 프로세스인 컴파일링에서 레지스터 할당을 수행하기 위해 그래프 채색을 사용하는 것을 제안했다.
그는 이전에 IBM의 왓슨 연구소(Thomas J. Watson Research Center)의 연구원이었으며 명예 연구원으로 남아 있다. 그는 약 15개 언어로 번역된 10권 이상의 서적을 저술했으며, 그는 오늘날 신진 대사 이론과 진화 이론의 정보 이론적 공식화에 관심을 두고있다.

## 같이 보기
- 차이틴 상수